# Devil's Dance
«Devil´s Dance» es la tercera pista del séptimo álbum de la banda estadounidense de heavy metal Metallica, ReLoad. Puede ser incluida dentro del Groove metal también, como ocurrió con su canción hermana Sad but True del álbum  Metallica. Al igual que esta, su afinación es D (o Re).
La letra de la canción hace referencia hacia una conversación en la que el Demonio trata de tentar y subyugar a su víctima, comparándose con alegorías como la serpiente del árbol del Edén, en el Génesis, presente en la Biblia y en la creencia budista de que en cada uno de nosotros vive un Dios y un demonio.

## Créditos
- James Hetfield: Voz, guitarra rítmica
- Kirk Hammett: Guitarra líder
- Jason Newsted: Bajo eléctrico, coros
- Lars Ulrich: Batería, percusión

- Datos: Q5804741